# バービル県
バービル県（バービルけん、アラビア語：محافظة بابل Muḥāfaẓat Bābil）は、バグダードの南方にあるイラクの県で、県都はヒッラ。人口は約170万人。

## 名称
バービルの名はバビロンにちなんでいる。

## 地理
隣接する県は、北にバグダード県、東北にディヤーラー県、東にワーシト県、東南にカーディーシーヤ県、南南西にナジャフ県、西南西にカルバラー県、西にアンバール県の7つ。

## 歴史
メソポタミア文明で有名なシュメール人の遺跡キシュ（バビロンの東12km）やバビロンの遺跡がある。